# اولو سینما
اولو سینما (استونیایی: Olev Siinmaa; ۱۲ نوامبر ۱۸۸۱ – ۲۹ مارس ۱۹۴۸), معمار اهل استونی بود.

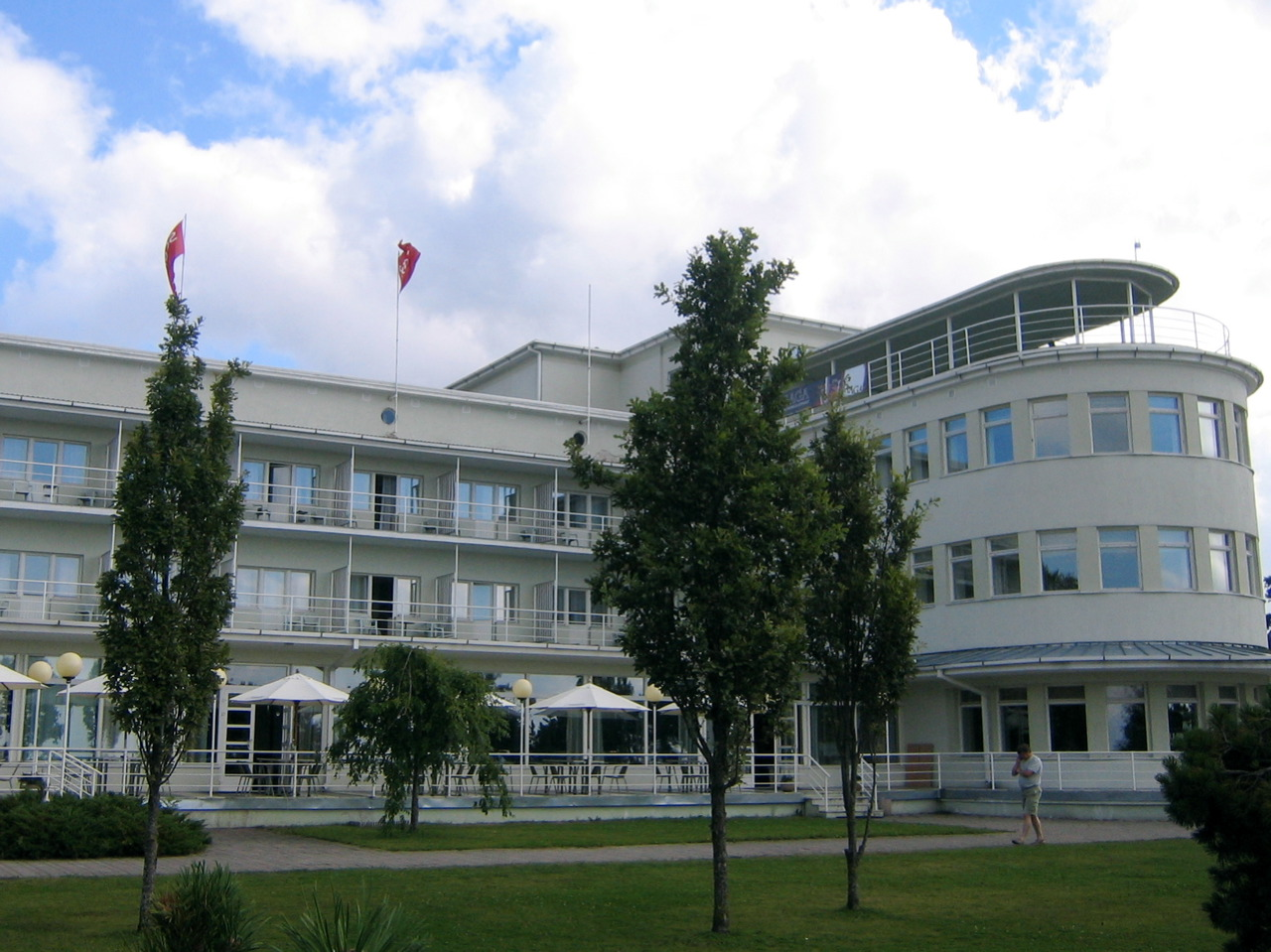
هتل ساحلی پارنو

وی طراح کارکردگرایی خیابان روسیکرانتسی تالین بود، پس از آن هتل ساحلی پارنو را ساخت. سینما در سال ۱۹۳۸ دفتر بزرگ رئیس جمهور را نیز طراحی کرد.